# Sympistis besla
Sympistis besla är en fjärilsart som beskrevs av Skin och Merg. Sympistis besla ingår i släktet Sympistis och familjen nattflyn. Inga underarter finns listade i Catalogue of Life.